# Daniel Ruiz-Bazán
Daniel Ruiz-Bazán Justa, noto anche con lo pseudonimo di Dani (Sopuerta, 28 giugno 1951), è un ex calciatore spagnolo, di ruolo attaccante.

## Carriera

### Club
Iniziò il suo iter sportivo in tre club dilettantistici: Sodupe (1968-69), Getxo (1969-70) e Villosa (1970-71). Nel 1971 passò all'Bilbao Athletic dove, in quella stagione, disputò 33 gare segnando 8 reti. L'anno dopo venne ceduto al Barakaldo, dove restò fino al 1974, sommando 65 presenze e 9 reti.
Il passo finale della sua carriera fu lunghissimo: dal 1974 al 1986, anno del suo ritiro, giocò tra le file dell'Athletic Bilbao, 302 presenze e 147 reti. Si ritirò pochi giorni prima del Mondiale in Messico.

### Nazionale
La nazionale spagnola lo vide in campo 25 volte, con uno score di 11 reti, tra il 1977 e il 1981. Partecipò al Mondiale argentino del 1978 e all'Europeo italiano di due anni dopo, segnando un gol in entrambe le competizioni.
Mise inoltre a referto 3 partite e 4 reti nell'Euskadi, la Selezione dei Paesi Baschi.

## Palmarès

### Club

#### Competizioni nazionali
- Campionato spagnolo: 2

Athletic Bilbao: 1982-1983, 1983-1984
- Coppa di Spagna: 1

Athletic Bilbao: 1983-1984
- Supercoppa di Spagna: 1

Athletic Bilbao: 1984